# 강재일
강재일(1957년 ~ )은 대한민국의 배우다.

## 출연 작품

### 드라마
- 1996년 KBS 대하드라마 《용의 눈물》 - 이거이 역
- 2000년 KBS 대하드라마 《태조 왕건》 - 추허조 역
- 2006년 KBS 대하드라마 《대조영》 - 카파간 카간 (묵철가한) 역